# Consoles de videogame portáteis da oitava geração
A 8° geração tem apenas dois portáteis: o Nintendo 3DS e o PlayStation Vita (PSVita). Juntos, eles ultrapassaram a barreira das 90 milhões de vendas.

## Consoles

### Nintendo 3DS
O Nintendo 3DS é um console portátil da Nintendo. É o sucessor do Nintendo DS. Ele tem a capacidade de processar jogos em 3D sem o uso de óculos 3D. O Nintendo 3DS  foi anunciado em março de 2010, na E3 2010.
O 3DS foi lançado em fevereiro de 2011 no Japão e em março de 2011 no resto do mundo.

### PlayStation Vita
O PlayStation Vita é um console portátil da Sony Computer Entertainment. é o sucessor do PlayStation Portable. Foi lançado no Japão em dezembro de 2011 e em fevereiro de 2012 no resto do mundo.

### Comparação
| Linha do produto | Nintendo 3DS                                                             | Nintendo 3DS                                                             | Nintendo 3DS                                                             | Nintendo 3DS                                                             | Nintendo 3DS                                                             |                                          | PlayStation Vita                         | PlayStation Vita                         | PlayStation Vita |
| Nome             | Nintendo 3DS                                                             | Nintendo 3DS XL                                                          | Nintendo 2DS                                                             | New Nintendo 3DS                                                         | New Nintendo 3DS XL                                                      | PS Vita (PCH-1000)                       | PS Vita (PCH-1000)                       | PS Vita (PCH-2000)                       |                  |
| ---------------- | ------------------------------------------------------------------------ | ------------------------------------------------------------------------ | ------------------------------------------------------------------------ | ------------------------------------------------------------------------ | ------------------------------------------------------------------------ | ---------------------------------------- | ---------------------------------------- | ---------------------------------------- | ---------------- |
| Produtora        | Nintendo                                                                 | Nintendo                                                                 | Nintendo                                                                 | Nintendo                                                                 | Nintendo                                                                 | Sony (SCE)                               | Sony (SCE)                               | Sony (SCE)                               |                  |
| Console          |                                                                          |                                                                          |                                                                          | New Nintendo 3DS                                                         | New Nintendo 3DS XL                                                      |                                          |                                          |                                          |                  |
| 3D               | sim                                                                      | sim                                                                      | não                                                                      | sim                                                                      | sim                                                                      | não                                      | não                                      | não                                      |                  |
| CPU              | Dual-core ARM11 MPCore[carece de fontes?] e Dual-core VFP Co-Processador | Dual-core ARM11 MPCore[carece de fontes?] e Dual-core VFP Co-Processador | Dual-core ARM11 MPCore[carece de fontes?] e Dual-core VFP Co-Processador | Quad-core ARM11 MPCore[carece de fontes?] e Quad-core VFP Co-Processador | Quad-core ARM11 MPCore[carece de fontes?] e Quad-core VFP Co-Processador | Quad-core ARM Cortex-A9 MPCore           | Quad-core ARM Cortex-A9 MPCore           | Quad-core ARM Cortex-A9 MPCore           |                  |
| GPU              | Digital Media Professionals PICA200                                      | Digital Media Professionals PICA200                                      | Digital Media Professionals PICA200                                      | Digital Media Professionals PICA200                                      | Digital Media Professionals PICA200                                      | PowerVR SGX543MP4+                       | PowerVR SGX543MP4+                       | PowerVR SGX543MP4+                       |                  |
| RAM              | 128 MB FCRAM, 6 MB VRAM                                                  | 128 MB FCRAM, 6 MB VRAM                                                  | 128 MB FCRAM, 6 MB VRAM                                                  | 256 MB FCRAM, 10 MB VRAM                                                 | 256 MB FCRAM, 10 MB VRAM                                                 | 512 MB RAM, 128 MB VRAM                  | 512 MB RAM, 128 MB VRAM                  | 512 MB RAM, 128 MB VRAM                  |                  |
| Camera           | Duas câmeras externas e uma interna                                      | Duas câmeras externas e uma interna                                      | Duas câmeras externas e uma interna                                      | Duas câmeras externas e uma interna                                      | Duas câmeras externas e uma interna                                      | Uma câmera interna e uma externa         | Uma câmera interna e uma externa         | Uma câmera interna e uma externa         |                  |
| Mídia            | Cartucho de Nintendo 3DS e DS e mídia digital                            | Cartucho de Nintendo 3DS e DS e mídia digital                            | Cartucho de Nintendo 3DS e DS e mídia digital                            | Cartucho de Nintendo 3DS e DS e mídia digital                            | Cartucho de Nintendo 3DS e DS e mídia digital                            | Mini CDs de PSP e PSVita e mídia digital | Mini CDs de PSP e PSVita e mídia digital | Mini CDs de PSP e PSVita e mídia digital |                  |